# Omicidio di Sophie Lancaster
L'omicidio di Sophie Lancaster è avvenuto in Inghilterra nell'agosto 2007. La vittima e il suo ragazzo, Robert Maltby, sono stati aggrediti da alcuni ragazzi adolescenti mentre camminavano attraverso lo Stubbylee Park a Bacup, Rossendale, Lancashire, l'11 agosto 2007. A seguito delle gravi ferite alla testa subite dalla Lancaster durante l'aggressione, entrò in coma dal quale non riprese mai conoscenza e morì tredici giorni dopo. La polizia disse che l'aggressione potrebbe essere collegata al fatto che la coppia indossasse abiti in stile gotico e che entrambi fossero membri della sottocultura gotica.
Cinque adolescenti sono stati successivamente arrestati e accusati di omicidio. Due di loro sono stati riconosciuti colpevoli e condannati all'ergastolo. Gli altri tre sono stati condannati e incarcerati per lesioni personali gravi. È stato istituito un fondo commemorativo a nome della Lancaster e numerosi eventi le hanno reso omaggio a livello locale, nazionale e internazionale. Commedie, film, arte e libri hanno parlato dell'omicidio.

## Il contesto
Sophie Lancaster (nata il 26 novembre 1986) era una ex allieva della Bacup and Rawtenstall Grammar School e della Haslingden High School, era in un anno sabbatico ma intendeva frequentare l'Accrington e il Rossendale College per conseguire una laurea in inglese. Aveva frequentato Robert Maltby, uno studente d'arte di 21 anni di Manchester, da tre anni, ed entrambi avevano un attaccamento di lunga data per la sottocultura gotica. La famiglia della coppia li ha descritti come "Goths" e ha detto: "Sono entrambi ragazzi intelligenti e sensibili. Non sono il tipo di persone che si mettono nei guai, ma hanno avuto problemi in passato perché si distinguono".

## L'aggressione
Mentre tornavano a casa, la Lancaster e Maltby furono sottoposti a un "violento attacco da parte di un folto gruppo di persone" tra le 1:10 e le 1:20 di sabato 11 agosto 2007, nell'area dello skatepark di Stubbylee Park, Bacup. La coppia stava rientrando a casa e si è imbattuta in una banda di adolescenti all'ingresso del parco. Il gruppo li ha seguiti e ha aggredito Maltby, facendogli perdere i sensi, e poi la Lancaster, che stava proteggendo il suo ragazzo.
Un testimone di 15 anni ha detto alla polizia: "La stavano calpestando, la prendevano a calci e le saltavano su e giù sulla testa". Un testimone ha usato un telefono cellulare per chiamare i servizi di emergenza dicendo: "Abbiamo bisogno..., abbiamo bisogno di un'ambulanza a Bacup Park, questo mosher è stato appena picchiato perché è un mosher". I testimoni hanno detto che in seguito che gli assassini si sono vantati della loro aggressione ai goths o "moshers", dicendo in seguito agli amici che avevano fatto "qualcosa di buono", e affermando: "Ci sono due mosher quasi morti su Bacup park, li vuoi vedere, stanno messi davvero male".
La polizia ha detto che si è trattato di "Un'aggressione prolungata, nel corso della quale la coppia ha subito gravi ferite alla testa e il viso era talmente gonfio che non abbiamo potuto accertare quale fosse la donna e quale fosse l'uomo". Entrambi sono stati ricoverati in ospedale a seguito dell'aggressione, inizialmente all'infermeria di Rochdale. Le ferite di Maltby gli provocarono il coma e diverse emorragie interne. Gradualmente si riprese, ma non ricordava più cosa fosse successo prima e durante l'aggressione. La Lancaster, in coma profondo, fu sottoposta a supporto vitale e fu trasferita al Fairfield General Hospital di Bury, quindi all'unità di neurologia dell'Hope Hospital (ora Salford Royal Hospital) a Salford. Il personale dell'ospedale disse che non avrebbe mai ripreso conoscenza e il 24 agosto 2007 il suo supporto vitale è stato interrotto.

## Indagini e arresti
La polizia del Lancashire ha arrestato cinque persone in relazione all'aggressione, ma ha anche condotto ulteriori indagini più approfondite, poiché è emerso che fino a quindici persone erano nella zona e potrebbero aver assistito o partecipato all'aggressione. La polizia ha individuato nell'abito gotico della coppia una possibile motivazione dell'attacco. Un quindicenne e un diciassettenne sono stati messi in custodia cautelare, mentre due quindicenni e un diciassettenne sono stati rilasciati su cauzione. Inizialmente erano stati accusati di aver causato gravi lesioni personali intenzionalmente, ma dopo la morte della Lancaster il Crown Prosecution Service ha accusato tutti e cinque i ragazzi di omicidio.
Il 5 ottobre 2007, dopo aver interrogato oltre 100 persone, la polizia ha concluso che non ci sarebbero stati altri arresti e, sebbene 15-20 persone fossero nel parco ad un certo punto durante la notte dell'aggressione, hanno concluso che molti non erano direttamente coinvolti, poiché l'area era un normale punto di ritrovo notturno per adolescenti.
I residenti locali hanno identificato il parco come un luogo spesso frequentato da "ubriachi, violenti e teppisti", colpevoli di atti di vandalismo e di alcolismo minorile. Avevano chiesto che venissero prese misure sulla zona, prima che avvenisse la tragedia. Dopo l'omicidio, i residenti hanno chiesto una maggiore sicurezza nella zona, ma il Rossendale Borough Council ha detto che i ranger per il parco sarebbero stati troppo costosi.

## Prove e conseguenze
Il 6 settembre 2007 i cinque sospetti sono stati accusati di omicidio presso la Burnley Youth Court. Tre sono stati rilasciati su cauzione: due ragazzi di 15 e 17 anni di Shawforth e un ragazzo di 17 anni di Bacup. Il 18 ottobre alla Burnley Youth Court, tutti e cinque sono stati convocati a comparire alla Preston Crown Court. Un'udienza preliminare si è tenuta il 31 ottobre 2007, in cui tutti e cinque sono stati accusati dell'omicidio della Lancaster e di lesioni intenzionali personali gravi per l'aggressione a Maltby. Un'ulteriore udienza per il procedimento è stata ordinata dal giudice Anthony Russell QC per il 14 dicembre. Il giudice ha inoltre indicato una data provvisoria del processo, per entrambe le accuse, il 10 marzo 2008. All'udienza del 14 dicembre 2007 i cinque imputati si sono dichiarati non colpevoli di entrambe le accuse.
All'inizio del processo il 10 marzo 2008, tutti e cinque i ragazzi si sono dichiarati colpevoli dell'accusa di lesioni personali gravi intenzionali, Ryan Herbert si è dichiarato colpevole di omicidio, Brendan Harris si è dichiarato non colpevole di omicidio, mentre le accuse di omicidio contro gli altri tre erano decadute. All'inizio del processo, l'accusa ha detto all'udienza: "Sophie e Robert sono stati scelti non per qualcosa che avevano detto o fatto, ma perché avevano un aspetto e un vestito diverso". La giuria ha ascoltato ampie descrizioni della gravità dell'aggressione da un certo numero di testimoni e attraverso una conversazione telefonica registrata all'epoca.
Alla conclusione del processo, il 27 marzo 2008, Brendan Harris è stato dichiarato colpevole di omicidio e il giudice ha consentito che i nomi di Harris e Herbert, che erano stati nascosti durante il processo, fossero resi pubblici. Il sovrintendente investigativo Mick Gradwell della polizia del Lancashire ha detto che è stato uno degli omicidi più violenti in cui si è imbattuto nella sua carriera: "Non credo che Herbert e Harris abbiano riconosciuto quanto violenta sia stata l'aggressione. L'hanno fatto senza pensarci, ma sembrava che si stessero divertendo, e hanno continuato a prendere a calci, senza rimorsi, due persone del tutto indifese, che non erano in grado di proteggersi a causa del livello di violenza loro inflitto. Sono molto critico nei confronti di alcuni dei genitori coinvolti. Non credo che abbiano preso del tutto sul serio quanto fosse ripugnante questo incidente" . Ha detto che quando Harris è stato inizialmente intervistato sulle aggressioni, stava "ridendo e scherzando" con sua madre.
La sentenza del caso è stata fissata per il 28 aprile 2008. Sia Harris che Herbert furono condannati all'ergastolo con raccomandazione del giudice che Harris dovesse scontare almeno diciotto anni e Herbert almeno sedici anni e tre mesi di reclusione. Nelle sue osservazioni conclusive il giudice ha descritto l'aggressione come un "crimine selvaggio" che ha sollevato interrogativi sul "tipo di società che esiste in questo paese". Ha aggiunto: "Questo è stato un caso terribile che ha scioccato e indignato tutti coloro che ne hanno sentito parlare. Almeno gli animali selvatici, quando cacciano in branco, hanno una ragione legittima per farlo, per procurarsi il cibo. Tu non ne avevi e il tuo comportamento di quella notte degrada l'umanità stessa".
Anche gli altri tre imputati sono stati condannati per il loro ruolo nell'aggressione. I fratelli Joseph, Danny Hulme e Daniel Mallett, che in precedenza si erano tutti dichiarati colpevoli di lesioni intenzionali personali gravi contro Maltby, furono incarcerati. Mallett fu condannato a quattro anni e quattro mesi, e i fratelli Hulme a cinque anni e dieci mesi ciascuno. Il 13 giugno 2008 è stato riferito che tutti gli imputati stavano appellandosi contro le sentenze per le loro condanne. L'appello è stato ascoltato il 7 ottobre 2008 con l'annuncio che il risultato sarebbe stato rilasciato in una data successiva.
Il 29 ottobre sono stati annunciati i risultati del ricorso. Ryan Herbert ha avuto la sua durata minima ridotta da sedici anni e tre mesi a quindici anni e sei mesi, una riduzione di nove mesi dopo che i giudici d'appello avevano stabilito che non era stata accordata una sufficiente indennità per la sua dichiarazione di colpevolezza nel processo iniziale. I ricorsi di Brendan Harris e degli altri tre imputati sono stati invece respinti.

## Tributi alla Lancaster
Il parco in cui è avvenuta l'aggressione è stato ricoperto di tributi floreali alla coppia subito dopo, e le bacheche online hanno visto molti tributi alla Lancaster da parte di sostenitori, inclusi alcuni dall'Europa e dall'America, tra cui una pagina su Facebook e un gruppo su Bebo in suo onore.
L'attacco è stato ampiamente condannato nel Lancashire e Rossendale dai leader del Consiglio e dalla comunità locale. Al festival di musica elettronica alternativa Infest a Bradford il 26 agosto 2007, subito dopo la morte della Lancaster, Ronan Harris dei VNV Nation le ha dedicato la canzone "Illusion" e ha contattato la famiglia per porgere le sue condoglianze. Si è anche discusso di una targa in sua memoria nel parco. Una canzone è stata dedicata alla Lancaster in alcuni concerti al Bacup's Royal Court Theatre il 6/7 settembre 2007, ed è stata fatta una raccolta. Un concerto di dodici ore in suo onore si è tenuto il 6 ottobre 2007, nel parco del Bacup Borough FC, con 10 band. La squadra ha giocato una partita durante il concerto e tutti gli incassi sono andati al fondo commemorativo; questo includeva una canzone scritta in onore della Lancaster. La famiglia e gli amici della Lancaster hanno creato un sito web in sua memoria e hanno deciso di utilizzare i contributi dei benefattori e di questi eventi per creare un fondo speciale noto come "SOPHIE". Il quale, con lo slogan "Elimina il pregiudizio, odio e intolleranza ovunque", mira a "fornire un memoriale appropriato; un'eredità duratura per aumentare la consapevolezza dell'ingiustizia perpetrata contro Sophie Lancaster e lavorare per una società più tollerante e meno violenta". La madre di Lancaster ha detto: "aiuterà anche a finanziare sessioni di gruppo con i giovani per insegnare loro le culture alternative e per rispettare tutti". Uno speciale nastro nero, disponibile nei numerosi eventi che si terranno a Rossendale e nei negozi locali, è stato venduto per sostenere il fondo. La memoria di Lancaster è stata ulteriormente onorata all'Eccentrik Festival nel North Carolina, e si diceva che "altri tre concerti erano previsti in California, uno in Iowa e uno a Brisbane, in Australia".
Numerosi concerti gotici, e serate in discoteca nel Regno Unito e in Irlanda, hanno dedicato una serata alla Lancaster nell'ottobre e nel novembre 2007, incluso il Whitby Gothic Weekend. Una raccolta è stata effettuata da questi eventi per dedicarle una panchina commemorativa a Whitby. La panchina è stata allestita sulla scogliera occidentale di Whitby, nel gennaio 2008.
Il "Sophie Award" è stato istituito come premio permanente per la produzione cinematografica innovativa e sperimentale al Bacup Film Festival. Il funerale pubblico della Lancaster è stato organizzato per il 12 novembre 2007 e hanno partecipato centinaia di persone, comprese le troupe cinematografiche della BBC. Il 25 novembre 2007 gli amici della Lancaster hanno tenuto un concerto per "commemorare l'unicità di Sophie" con le sue band locali preferite, la notte prima di quello che sarebbe stato il 21º compleanno della Lancaster, al St Mary's Chambers, Rawtenstall; il concerto è stato seguito dalla televisione di Granada. Un evento simile è stato pianificato per il 26 novembre 2008, con la partecipazione di The Damned e AOR con Dave Sharp, membro fondatore di The Alarm.
Il 13 gennaio 2009, è stato annunciato che il festival Bloodstock Open Air avrebbe rinominato il secondo palco in The Sophie Lancaster Stage in suo omaggio, e avrebbe promosso la campagna SOPHIE. La seconda fase ha portato il suo nome, ogni anno, da allora.
Il 24/25 giugno 2008, la Carabas Theatre Company ha eseguito una nuova commedia dark che trattava delle percezioni della sottocultura gotica, donando tutti i profitti al fondo SOPHIE. Il lavoro è stato eseguito presso il Gregson Center, Moor Lane, Lancaster. Dopo lo spettacolo, il cast e il pubblico hanno discusso la cultura gotica, le questioni sollevate durante lo spettacolo e la possibilità di educare i giovani sulle diverse sottoculture per promuovere l'unità e l'accettazione sin dalla giovane età. Il lavoro, "Suckers", è stato scritto e diretto da MJ Wesolowski, e la produzione ha raccolto fondi per la fondazione SOPHIE.
Il 3 giugno 2010, Robert Maltby ha iniziato una mostra all'Affleck's Palace di Manchester contenente 15 dipinti ispirati alla Lancaster. La mostra si chiamava Crimson Iris:The Art of Sophie. Il denaro raccolto è andato alla Sophie Lancaster Foundation.
L'album Delain dell'omonimo gruppo del 2012, e il singolo We Are the Others, sono stati dedicati alla sua memoria. Il 28 luglio 2012 il poeta punk Andy T (Andy Thurlow) ha pubblicato la canzone Sophie Lancaster nel suo album Life at Tether's End; spesso la esegue negli spettacoli dal vivo.
Il 14 giugno 2014 è stato annunciato che la madre di Lancaster, Sylvia, avrebbe ricevuto un OBE in riconoscimento della sua campagna per promuovere una società più tollerante.
Nel 2017 il progetto, che includeva 12 ambasciatori da tutto il mondo, Goths for Sophie Calendar, è stato creato da Renée Gee di Necromancy con il lancio di una campagna sui social media per celebrare il 10º anniversario della morte di Sophie. Il progetto, con sede in Australia, è proseguito nel 2018 e si tiene ogni anno per la Sophie Lancaster Foundation.

## Reazione dei media
L'aggressione è stata discussa dai media in relazione ad un'ondata di violenza legata alle bande giovanili nel Regno Unito durante l'estate del 2007, compreso l'omicidio dello scolaro del Liverpool Rhys Jones. L'allora leader conservatore David Cameron ha menzionato l'aggressione come esempio in un "intervento che criticava la criminalità giovanile e il problema, reale e crescente, della Gran Bretagna con la violenza". Da allora, la copertura è stata limitata principalmente alla stampa locale e Internet, ad eccezione del funerale, che ha ricevuto una copertura più ampia.
Nel febbraio 2008 The Observer ha confrontato la limitata copertura ricevuta dal caso Lancaster con la copertura a livello mondiale che i media hanno elargito per il caso di discriminazione subita da una coppia goth dello Yorkshire che è stata scaraventata giù da un autobus: "Che la storia abbia ricevuto solo una frazione della copertura offerta dai goth ti dice qualcosa sulla società. L'eccentrico britannico è diventato un fenomeno da circo". Tuttavia il processo nel marzo 2008 ha visto un'ampia copertura nei media nazionali. Il 13 marzo 2008 la rivista Bizarre ha lanciato una campagna "Proud to be Different" in onore di Lancaster.
Rod Liddle del Sunday Times ha osservato dopo l'omicidio che le vittime dell'aggressione hanno pagato il prezzo dell'indulgenza verso i criminali "selvaggi" che l'hanno perpetrata "dai loro genitori, dai tribunali, dal consiglio, da un governo che vuole mandare in prigione meno persone di questo tipo". Vennero creati molti gruppi Facebook dedicati alla Lancaster. Con l'eccezione del gruppo della "Sophie Lancaster Foundation", nessuno di questi è ufficiale e quasi tutti si concentrano sulla tragedia della sua morte.
Il 26 novembre 2009, che sarebbe stato il 23º compleanno della Lancaster, un'animazione di 4 minuti intitolata Dark Angel, basata sull'omicidio, è stata rilasciata su Internet e trasmessa su MTV. Il film è stato anche proiettato su uno schermo nei Cathedral Gardens di Manchester. Nel luglio 2010 il libro sull'omicidio Weirdo Mosher Freak, della giornalista Catherine Smyth, è stato pubblicato.
L'11 marzo 2011 BBC Radio 4 ha trasmesso la commedia Black Roses: The Killing of Sophie Lancaster, composta da poesie di Simon Armitage, che raccontano la storia della vita della Lancaster, combinate con i ricordi personali della madre. Il ruolo della Lancaster è stato interpretato da Rachel Austin.
L'11 ottobre 2015 la BBC Four ha trasmesso Black Roses: The Killing of Sophie Lancaster, un tributo di 45 minuti. La storia di Sophie è stata raccontata attraverso una sequenza di poesie di Simon Armitage. L'attrice Julie Hesmondhalgh ha interpretato le parole di Sylvia Lancaster sulla vita e la morte della figlia Sophie, che è stata interpretata dalla Austin. Il 18 giugno 2017 la BBC Three ha pubblicato un film basato sugli eventi che riguardano la morte della Lancaster, Murdered for Being Different.

## Reazione nelle comunità goth e alternative
Il crimine ha stimolato molti dibattiti e ricevuto espressioni di simpatia, non solo nella sottocultura gotica del Regno Unito, ma anche in altre sottoculture e all'estero. Martin Coles, che ha organizzato il fondo per la panchina Whitby, ha dichiarato: "Da quando ho iniziato la campagna online per aumentare la consapevolezza sulla raccolta, sono stato contattato da persone di tutto il mondo che sono rimaste scioccate da questo evento, e non solo dalla comunità gotica, ho parlato anche con goti, motociclisti, metallari, persone dei generi electro e indie, praticamente di qualsiasi genere "alternativo".
Molti dibattiti si sono incentrati sul fatto che l'aggressione debba essere descritta come un esempio di crimine d'odio ed è stata paragonata all'omicidio del punk Brian Deneke negli Stati Uniti. È stato percepito dai goth come esempio estremo dell'intolleranza sociale, della violenza e degli abusi che le persone possono subire a causa della loro appartenenza alla sottocultura goth.
L'Observer ha dichiarato il 17 febbraio 2008 che il caso faceva parte di "un'ondata di attacchi violenti contro ragazzini punk, goth e metal. . . Il caso di Sophie Lancaster è diventato un grido di battaglia per coloro che nello scenario gotico sono preoccupati per questa ondata di violenza". Questo dibattito ha portato a una petizione online al Primo Ministro "per ampliare la definizione di 'crimine d'odio', che includa crimini commessi contro una, o più persone, sulla base del loro aspetto o interessi sottoculturali "al 10 di Downing Street sito web.
Ade Varney, creatore della petizione, ha detto che i goth "subiscono aggressioni verbali ogni giorno, e non solo da parte dei giovani. Ma ora i più giovani hanno la mentalità di criminali incalliti, e sento decisamente che questo aspetto violento sta peggiorando. . . . La morte di Sophie ha fatto riflettere, e ho sentito parlare di adolescenti, soprattutto ragazze, che modificano il loro modo di vestire quando camminano in certe zone". Ciò ha portato a sviluppi politici: il Manchester Evening News ha riferito che il parlamentare di Rossendale Janet Anderson e il deputato di Hyndburn Greg Pope "sono pronti a richiedere un dibattito alla Camera dei Comuni per chiedere l'ampliamento della legge per includere una simile aggressione nella definizione di crimine d'odio il prima possibile". Il giornale ha riferito che avrebbero "presentato una early day motion chiedendo al governo di considerare la questione" con urgenza".
Nel maggio 2009 il ministro della Giustizia, Jack Straw, ha affermato che, sebbene non potesse cambiare la legge, avrebbe potuto modificare le linee guida sulla condanna per richiedere ai giudici di trattare un'aggressione ad un membro di una sottocultura come un fattore aggravante, simile a una motivazione razziale. o aggressione omofobica.
Nell'aprile 2013 la polizia di Greater Manchester ha annunciato che avrebbe ufficialmente iniziato a registrare i reati commessi contro i goth, e altri gruppi alternativi, come crimini d'odio, così come i reati specifici mirati alla razza, alla disabilità o all'orientamento sessuale.